# Kelsey Mitchell (cyclisme)
Kelsey Mitchell, née le 26 novembre 1993 à Sherwood Park, est une coureuse cycliste canadienne. Spécialiste des épreuves de vitesse sur piste, elle est championne olympique de la vitesse lors des Jeux de Tokyo de 2020.

## Biographie
Kelsey Mitchell pratique le football, avant de se mettre au cyclisme en décembre 2017 à l'âge de 23 ans, après avoir participé au RBC Training Ground, un programme canadien où sont testés les compétences dans plusieurs sports chez les jeunes athlètes. En février de l'année suivante, elle participe à sa première course sur piste. 
En septembre 2018, elle décroche trois médailles, dont un titre lors de ses premiers championnats du Canada. En janvier 2019, elle participe à sa première compétition internationale et termine sixième du tournoi de vitesse lors de la Coupe du monde de Hong Kong. En août 2019, lors des Jeux panaméricains, elle remporte l'or sur le tournoi de vitesse. Lors de cette compétition, elle est également médaillée d'argent de la vitesse par équipes et cinquième du keirin. Quelques semaines plus tard, lors des championnats panaméricains, elle remporte l'or en vitesse individuelle et en vitesse par équipes avec Lauriane Genest. En qualification de la vitesse individuelle, elle bat le record du monde du 200 mètres départ lancé en 10,154 secondes. Ce record était détenu depuis 2013 par Kristina Vogel en 10,384 secondes.

## Palmarès

### Jeux olympiques
- Tokyo 2020
  -  Championne olympique de la vitesse individuelle
  - 5e du keirin
- Paris 2024
  - 8e de la vitesse par équipes
  - 8e de la vitesse individuelle

### Championnats du monde
- Roubaix 2021
  -  Médaillée de bronze de la vitesse individuelle

### Coupe du monde
- 2019-2020
  - 1re de la vitesse par équipes à Milton (avec Lauriane Genest)
  - 2e de la vitesse à Cambridge
  - 2e de la vitesse à Milton
  - 3e de la vitesse à Hong Kong

### Coupe des nations
- 2022
  - 1re de la vitesse individuelle à Glasgow
  - 1re du keirin à Milton
  - 2e de la vitesse par équipes à Glasgow
  - 2e de la vitesse individuelle à Milton
  - 3e de la vitesse par équipes à Milton
- 2023
  - 1re de la vitesse individuelle à Milton
  - 2e de la vitesse par équipes à Milton

### Ligue des champions
- 2021
  - 1re du keirin à Palma
  - 2e de la vitesse à Londres
  - 2e du keirin à Londres
  - 3e de la vitesse à Palma
  - 3e du keirin à Panevėžys
- 2022
  - 1re du keirin à Berlin
  - 2e du keirin à Palma
  - 2e du keirin à Londres (I)
  - 2e de la vitesse à Londres (II)
  - 3e du keirin à Paris
- 2023
  - 2e de la vitesse à Paris

### Jeux du Commonwealth
| Édition / Épreuve | 500 mètres | Keirin | Vitesse individuelle | Vitesse par équipes |
| Birmingham 2022   | Argent     | Bronze | Argent               | Argent              |

### Jeux panaméricains
- Lima 2019
  -  Médaillée d'or de la vitesse
  -  Médaillée d'argent de la vitesse par équipes (avec Amelia Walsh)

### Championnats panaméricains
- Cochabamba 2019
  -  Médaillée d'or de la vitesse
  -  Médaillée d'or de la vitesse par équipes (avec Lauriane Genest)
  -  Médaillée de bronze du keirin
- Lima 2022
  -  Médaillée d'or de la vitesse
  -  Médaillée d'or du keirin
  -  Médaillée d'or de la vitesse par équipes (avec Lauriane Genest et Sarah Orban)
  -  Médaillée d'argent du 500 mètres
- Los Angeles 2024
  -  Médaillée d'argent de la vitesse individuelle
  -  Médaillée d'argent de la vitesse par équipes
  -  Médaillée de bronze du keirin

### Championnats nationaux
- 2018
  -  Championne du Canada de vitesse
  - 3e du 500 mètres
  - 3e du keirin
- 2019
  -  Championne du Canada du 500 mètres
  -  Championne du Canada de vitesse
  -  Championne du Canada de vitesse par équipes (avec Sarah Orban)
  - 2e du keirin
- 2020
  -  Championne du Canada de vitesse par équipes (avec Sarah Orban)
- 2022
  -  Championne du Canada du 500 mètres
  -  Championne du Canada du keirin
  -  Championne du Canada de vitesse
  -  Championne du Canada de vitesse par équipes (avec Sarah Orban et Erica Rieder)
  - 3e de la poursuite par équipes
- 2023
  -  Championne du Canada du 500 mètres

## Distinctions
- Cycliste canadienne de l'année : 2021[5]